# Cophyla tetra
Espèce
Synonymes
- Platypelis tetra Andreone, Fenolio & Walvoord, 2003

Statut de conservation UICN

 EN B1ab(iii) : En danger
Cophyla tetra est une espèce d'amphibiens de la famille des Microhylidae.

## Répartition

Aire de répartition de Platypelis tetra.

Cette espèce est endémique du Nord-Est de Madagascar. Elle se rencontre entre 600 et 1 250 m d'altitude dans les forêts d'Analabé et Besariaka.

## Description

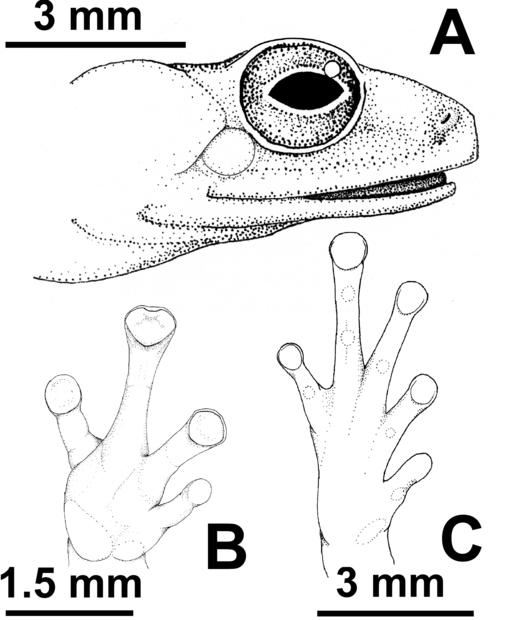
Platypelis tetra
A : tête
B : patte antérieure
C : patte postérieure

Cophyla tetra mesure de 16 à 18 mm. Son dos est brun tirant sur le brun-vert avec parfois des marques irrégulières de couleur claire ou blanchâtre. La peau de son dos est lisse. Les mâles ont un seul sac vocal.

## Étymologie
Son nom d'espèce, du grec tetra, « quatre », lui a été donné en référence aux quatre taches claires qu'elle présente généralement sur son dos.

## Publication originale
- Andreone, Fenolio & Walvoord, 2003 : Two unknown arboreal frogs (genus Platypelis) described from the rain forests of northeastern Madagascar (Microhylidae: Cophylinae). Current Herpetology, vol. 22, no 2, p. 91-100 (texte intégral).